# Jakubina
Die Jakubina (polnisch Raczkowa Czuba) ist ein 2194 m n.m. hoher Berg im slowakischen Teil der Westtatra und deren zweithöchster Berg hinter Bystrá. Er befindet sich auf dem vom Hauptkamm südwärts verlaufenden Grat namens Otrhance, der am unmittelbar nördlich gelegenen Grenzberg Hrubý vrch (2137 m n.m.) beginnt.
Der Berg ist über einen grün markierten Weg vom Tal Račkova dolina über die Gipfel im Grat Otrhance erreichbar, mit einer kurzen Weiterführung zum Hrubý vrch, wo ein Anschluss an einen rot markierten Weg am Hauptkamm der Westtatra besteht.